# Melchior Hieronim Gurowski
Melchior Hieronim Gurowski z Gurowa herbu Wczele (ur. 1686, zm. 2 sierpnia 1756 w Wyszynie) – kasztelan poznański, gnieźnieński i kaliski, starosta brodowski i kolski w 1733 roku.

## Rodzina
Imię Melchior odziedziczył po swych przodkach: ojcu, dziadku i pradziadku. Ojciec Melchior Gurowski (1660–1703) piastował urząd kasztelana poznańskiego. Dziadek był sekretarzem dworu królewskiego. Pradziadek podczaszym poznańskim. Pierwszy w rodzinie Melchior Gurowski (ur. 1600, zm. 1664).
Matka Krystyna Przybyszewska pieczętowała się herbu Grzymała.
Dwukrotnie żonaty. Pierwsza żona Zofia Przyjemska, ostatnia z tego rodu, była córką chorążego kaliskiego (1660–1718) i wnuczką Andrzeja Krzysztofa Przyjemskiego (1615–1663), kasztelana chełmińskiego i łęczyckiego. Będąc wdową po zmarłym pierwszym mężu Adamie Gruszczyńskim (zm. 1712, kasztelanie kaliskim zdobyła liczne wpływy w swym otoczeniu. Urodziła 17 dzieci. Wieku dorosłego dożyło 5 z nich:
- Rafał (1716–1797), kasztelan gnieźnieński, kaliski, poznański i przemęcki;
- Władysław Roch (1717–1790) był marszałkiem wielkim litewskim i pisarzem wielkim koronnym.
- Aleksander (1719–1790), podkomorzy gnieźnieński.
- Melchior, najmłodszy z synów kasztelana (1738–1794) był proboszczem gnieźnieńskim i sekretarzem dworu królewskiego.

Córka Teresa Apolonia, poślubiła Macieja Potockiego (1730–1787), wnuka kasztelana rogozińskiego. Przez to małżeństwo ród Gurowskich spowinowacony został z rodem Potockich herbu Pilawa.
Pozostali synowie i córki zmarli w niemowlęctwie: Ignacy i Antoni, bracia bliźniacy żyli 9 dni (od 17 sierpnia do 26 sierpnia 1718), Hieronim zmarł przy narodzinach dnia 19 lipca 1719 roku, Melchior Adam (1720–1724), Weronika (1720–1720), Estera (1722–1722), Brygida Aniela (1723–1723), Krystyna Barbara (1725–1725), Melchior Mateusz (ur. 22 września 1723 w Murowanej Goślinie), Genowefa Urszula (ur. 7 października 1727 w Murowanej Goślinie), Bibiana Eufrozyna (ur. 11 lutego 1729 w Murowanej Goślinie), zm. 10 sierpnia 1736 w Wyszynie), Tomasz Jan Nepomucen (ur. 18 maja 1732 w Wyszynie, zm. 23 maja 1737 w wieku 5 lat).
Druga żona Katarzyna Przerembska, którą poślubił 15 listopada 1748 w Murowanej Goślinie, była wdową po zmarłym Antonim Trypolskim i matką Ignacego Trypolskiego, stolnika Owrucza i posła Sejmu Wielkiego.

## Pełnione urzędy
Początkowo piastował urzędy starosty: kościańskiego (1716), grabowskiego i kolskiego (1720). Od 1718 był chorążym kaliskim. Był posłem województwa kaliskiego i poznańskiego na sejm 1720 roku. Od 1733 był starostą brdowskim.
W latach 1738–1748 był kasztelanem gnieźnieńskim. W latach 1748–1749 pełnił urząd kasztelana kaliskiego, następnie od 1749 do 1756 kasztelana poznańskiego.
Jako poseł na sejm konwokacyjny 1733 roku z województwa kaliskiego był członkiem konfederacji generalnej zawiązanej 27 kwietnia 1733 roku na tym sejmie. Jako deputat z województwa kaliskiego podpisał pacta conventa Stanisława Leszczyńskiego w 1733 roku. Poseł województwa poznańskiego i kaliskiego na sejm nadzwyczajny pacyfikacyjny 1736 roku.
Został odznaczony Orderem Orła Białego 3 sierpnia 1750 roku w Warszawie.
Zmarł w Goślinie w wieku 72 lat.